# Борисов, Анатолий Викторович (художник)
Анатолий Викторович Борисов (15 февраля 1933, Кашира, Московская область — 13 ноября 1969, Москва) — художник-иллюстратор, график. Член Союза художников СССР с 1968 года.

## Биография

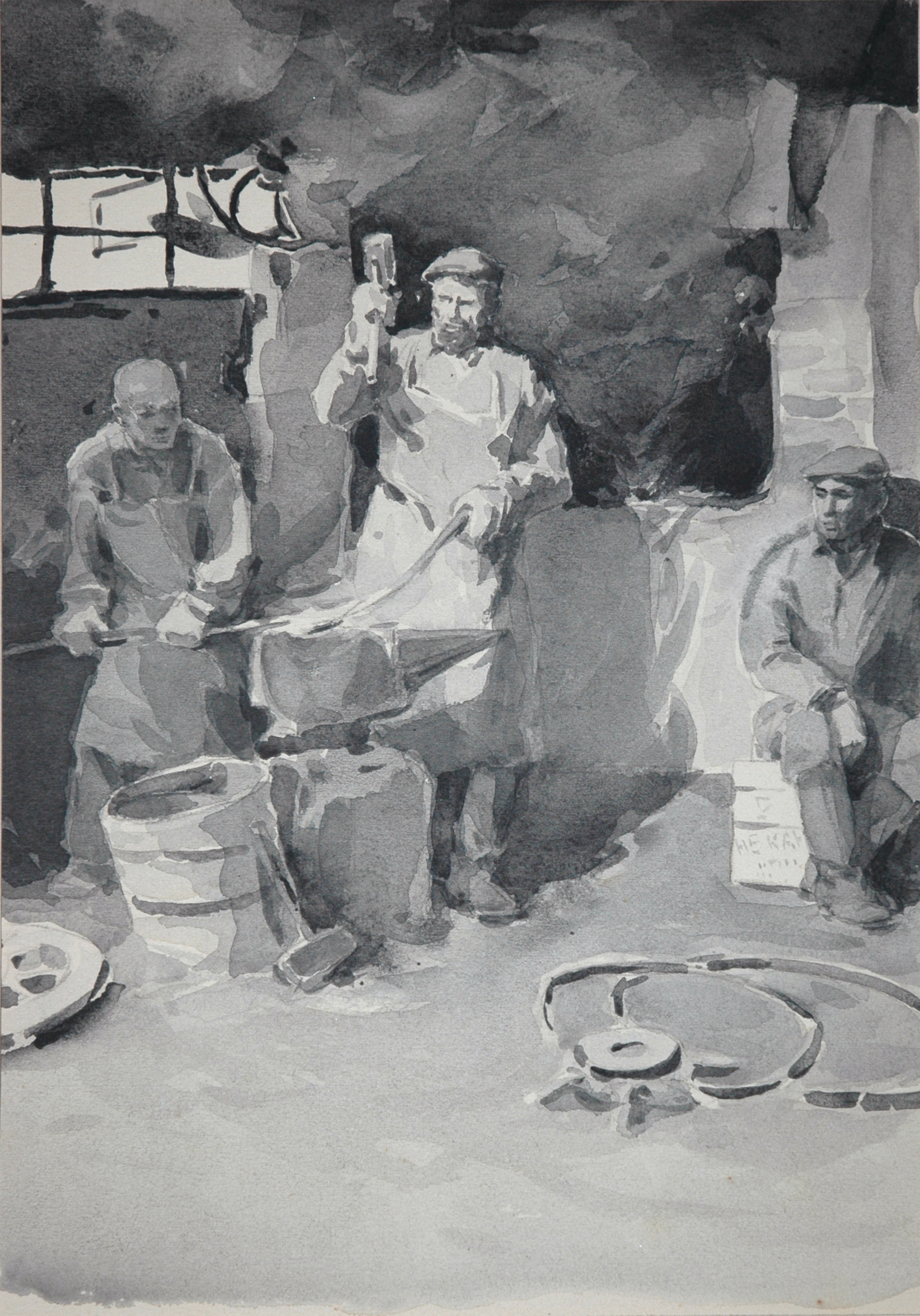
«Тульские кузнецы». Дипломная работа. Иллюстрации и оформление книги «Крутые горки» Н.Е. Вирты. 1960

С 1951 по 1954 годы Анатолий Борисов учился в Московском художественно-графическом педагогическом
училище, а с 1954 по 1960 годы — в Институте Сурикова у Б. А. Дехтерёва. Дипломную работу — иллюстрации и оформление книги «Крутые горы» Н. Е. Вирты — курировали  П. И. Суворов и М. М. Черемных. Проживал в Москве. 
Супруга — Галина Алексеевна Борисова — творческий художник участка промграфики графического цеха Комбината художественных работ вспоминает:
В Управлении пропаганды, информации и печати ВДНХ СССР работал главным художником Володя Аладьев, а они с Толей вместе учились. Он предложил там работу. ... Но у нас были заказы по всему Советскому Союзу, не только для выставки.
Анатолий Викторович имел живой характер, был общительным, легко сходился с людьми.
Внук — Михаил Михайлович Тренихин — кандидат искусствоведения, научный сотрудник Государственного музея-заповедника «Царицыно», заместитель главного редактора Интернет-журнала «Sammlung/Коллекция», художник-график, коллекционер-фалерист.

## Творчество
В 1960 году, после окончания института, А. В. Борисов был направлен в Отделение промышленной графики Областного комбината художественных работ (КХР) города Химки Московской
области Художественного фонда СССР.
Художник Анатолий Викторович Борисов — автор серий работ гуашью: «Сибирь наших дней» (Горный Алтай, 1957) и «Кашира» (1958–1959); графических серий «Виды Москвы 1950-1960», «Крым», «Берега Ялты». 
С иллюстрациями Анатолия Викторовича выходили детские книги в издательстве «Детгиз», например, «Мальчик с Весёлого» В. А. Бахревского (1961), «Стихи и сказки» Е. Я. Тараховской (1962) и др.
С 1962 года А. В. Борисов начинает работать в промышленной графике: создаёт рекламные плакаты, каталоги, буклеты и др.. Для ВДНХ СССР рукой графика были выполнены наборы различных буклетов и путеводителей по выставке, а также плакаты «Юбилейный смотр достижений народного хозяйства» (1966–1967).
Ещё одним направлением творчества мастера стало создание художественных образов с оформлением почтовых марок, конвертов, открыток.  
В выставках художник принимал участие с 1956 года. Авторские каталоги всесоюзных, республиканских и других выставок:
- Выставка «Молодые художники на Братской ГЭС». М., 1959, с. 8;
- Девять художественных выставок в Москве. М., 1959, с. 138–139;
- 8-я Всесоюзная выставка дипломных работ студентов художественных вузов СССР. Выпуск 1960 г. М., 1960, с. 13;
- Выставка произведений художников Московской области, посвящённая XXIII съезду КПСС. М., 1966, с. 57.

Некоторые работы Анатолия Викторовича Борисова
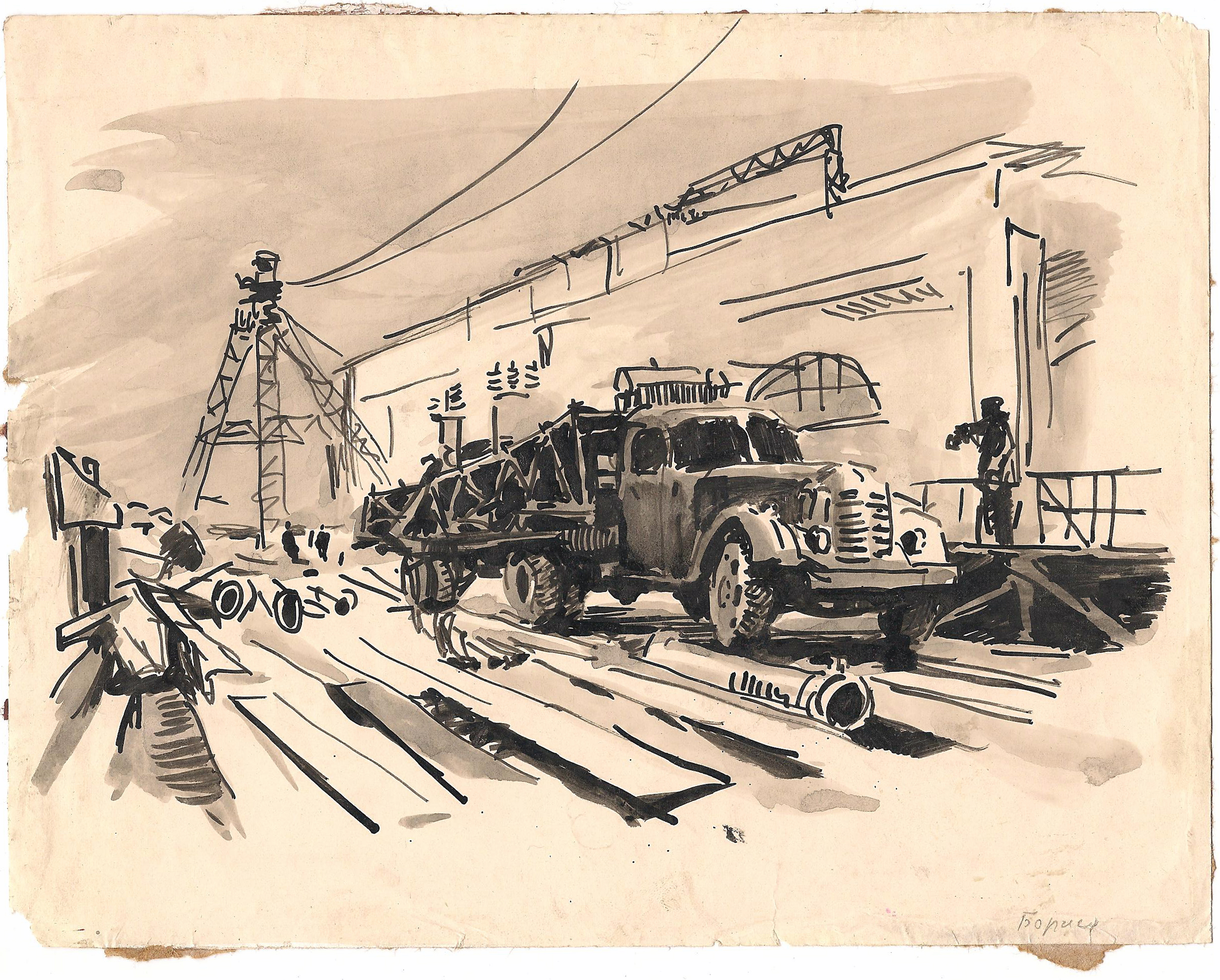
Каширская ГРЭС имени Г.М. Кржижановского. Тушь, акварель. 1956 г.
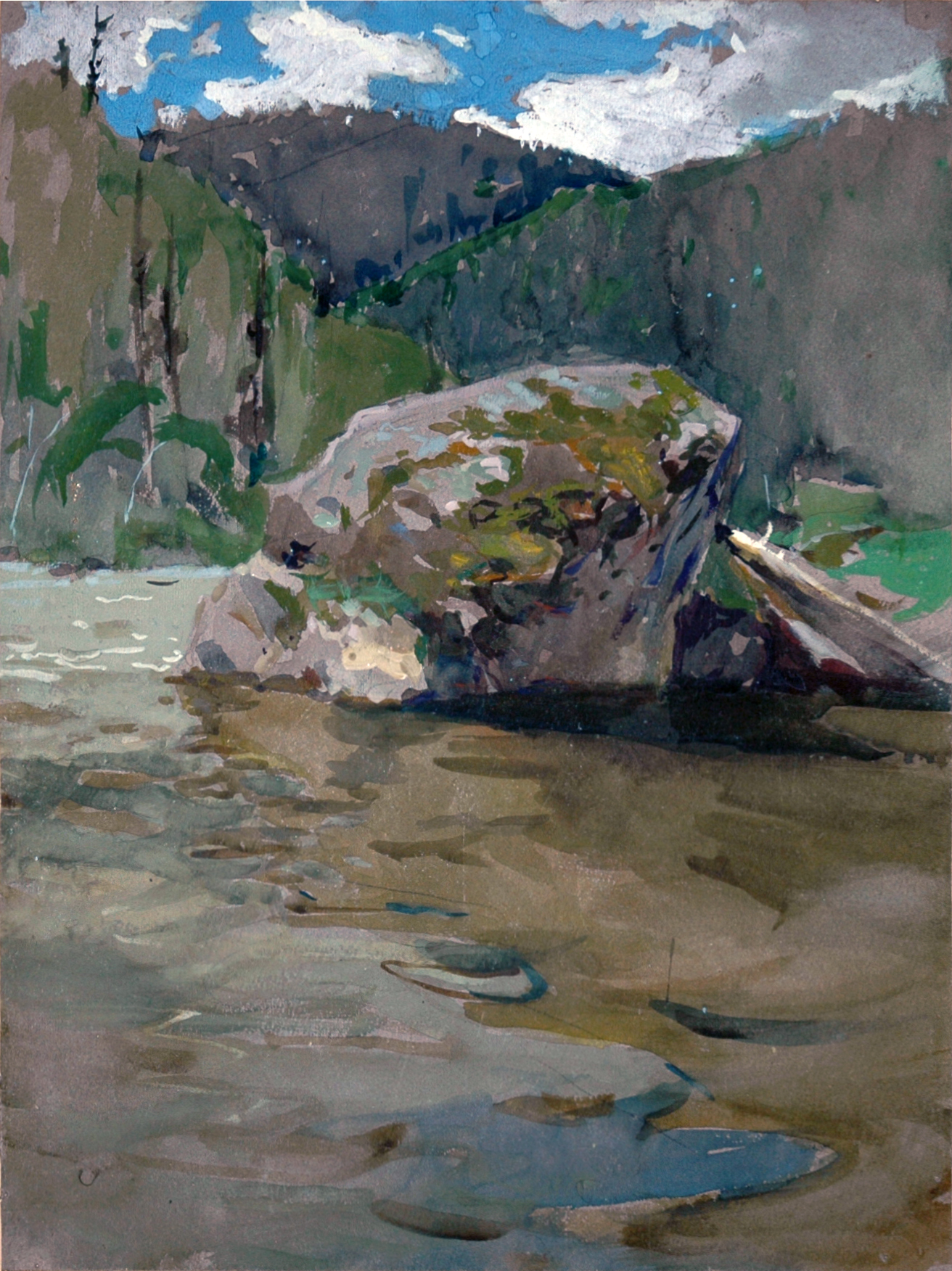
Лист из серии «Сибирь наших дней» (Горный Алтай). Гуашь. 1957 г.
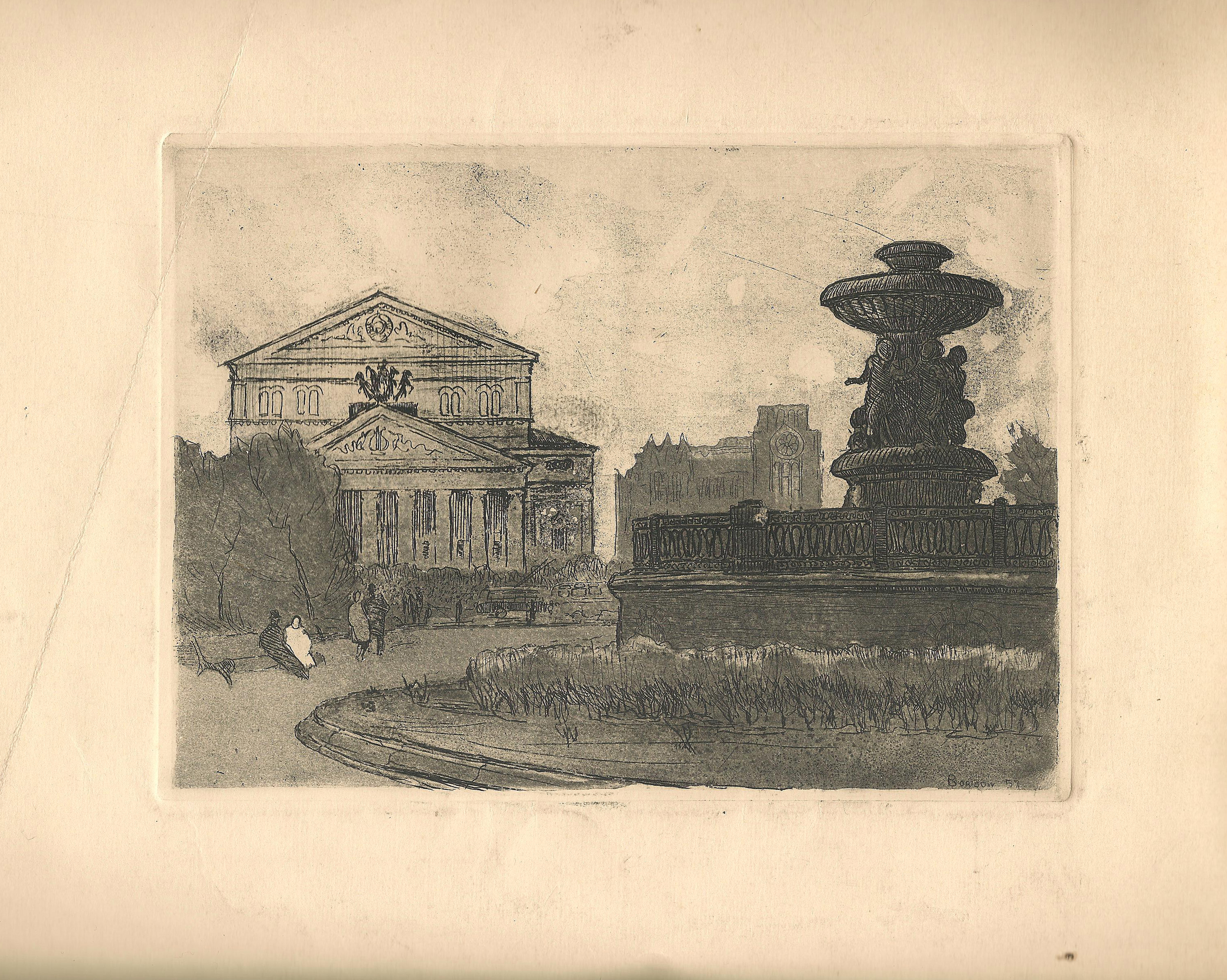
Здание Большого театра и ЦУМ. Цинкография. 1957 г.
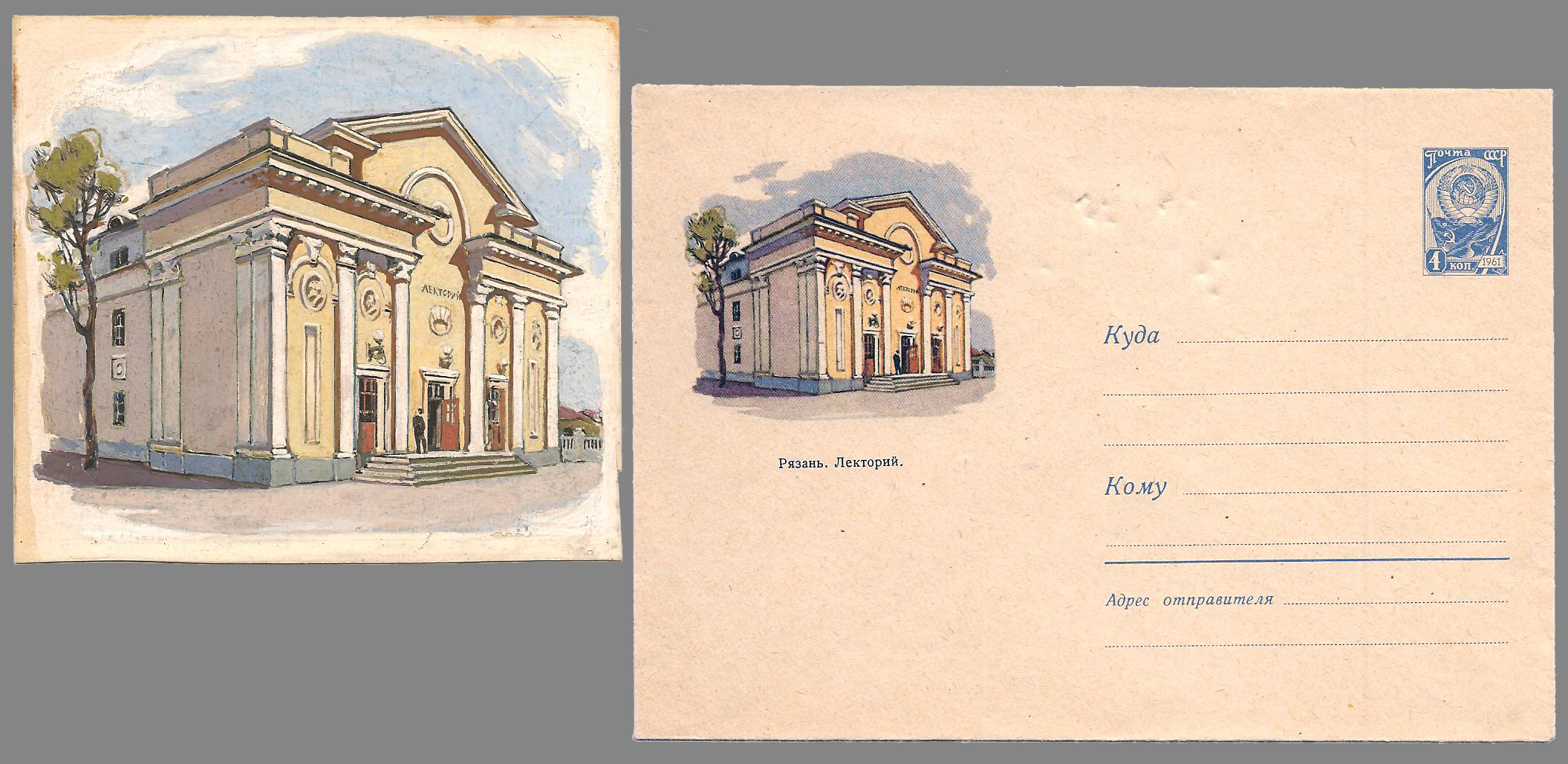
Эскиз художественного маркированного конверта и маркированный конверт «Рязань. Лекторий». 23/VII.1961 г.
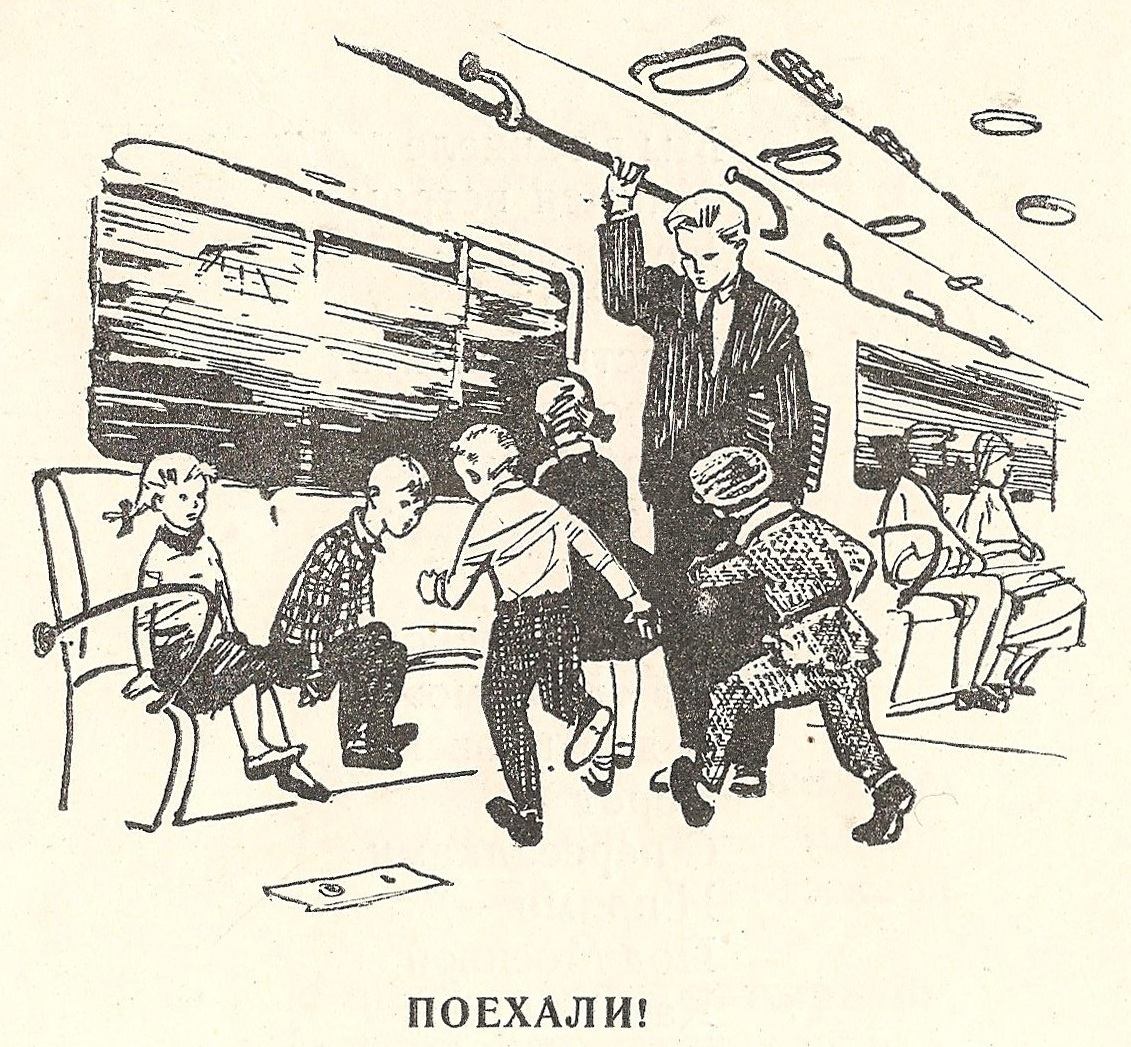
Иллюстрация «Метро» в книге «Стихи и сказки» Елизаветы Тараховской (М.: Детгиз, 1962). Метро. С.17.
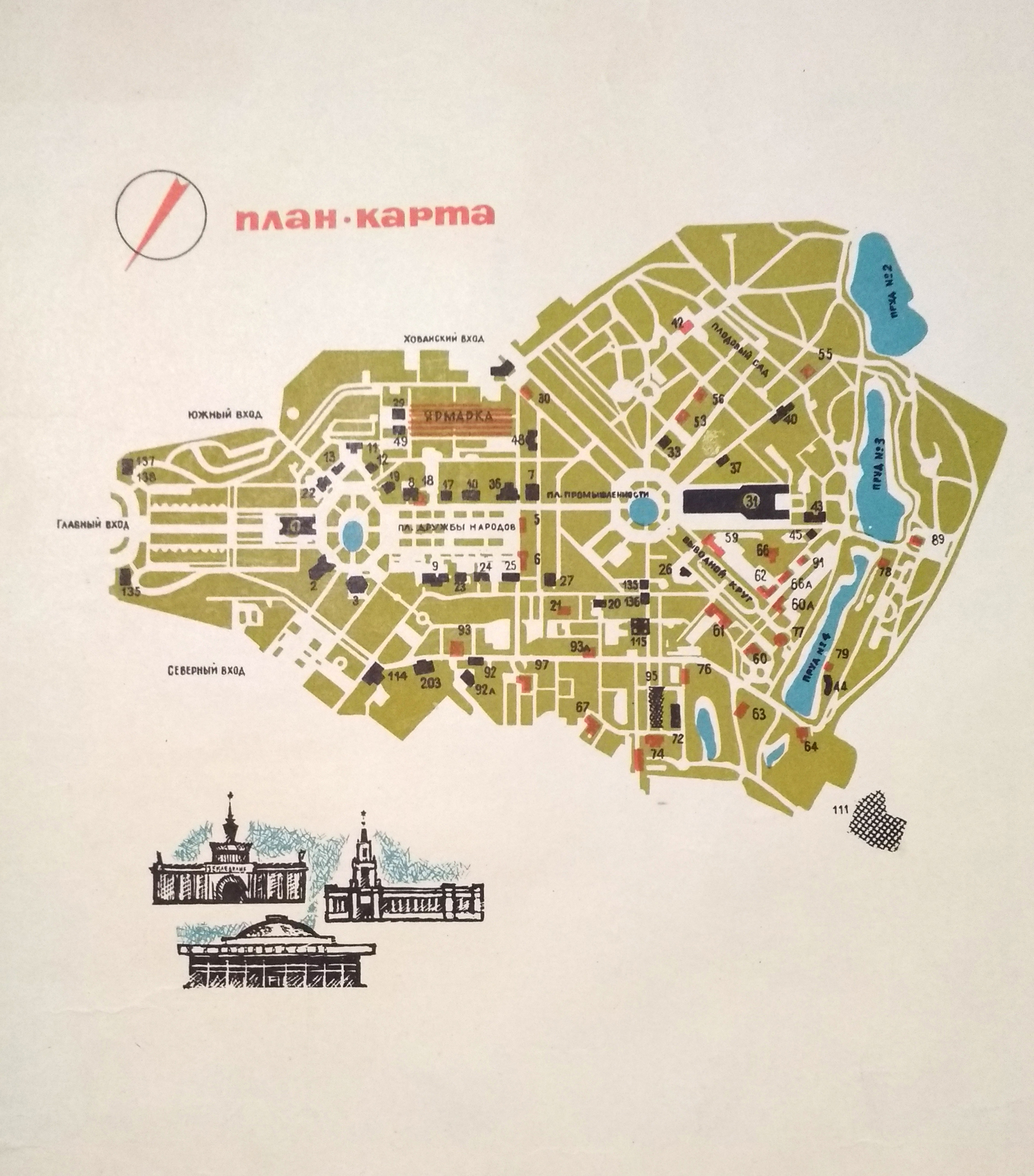
План-карта ВДНХ СССР. Фрагмент. 1966 г.
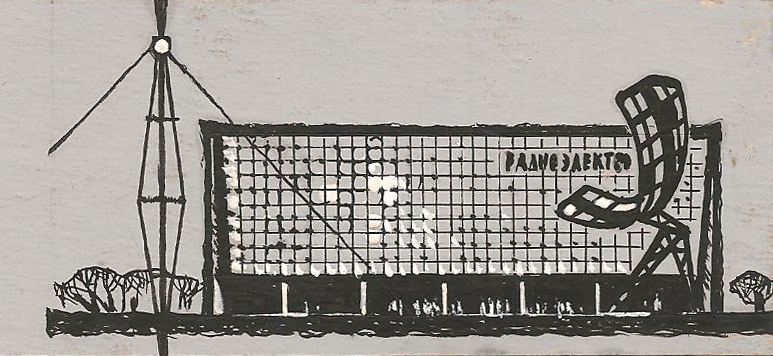
«Павильон “Радиоэлектроника”». Виньетка для рекламного буклета «ВДНХ СССР». Бумага, белила, тушь. 1965–1967
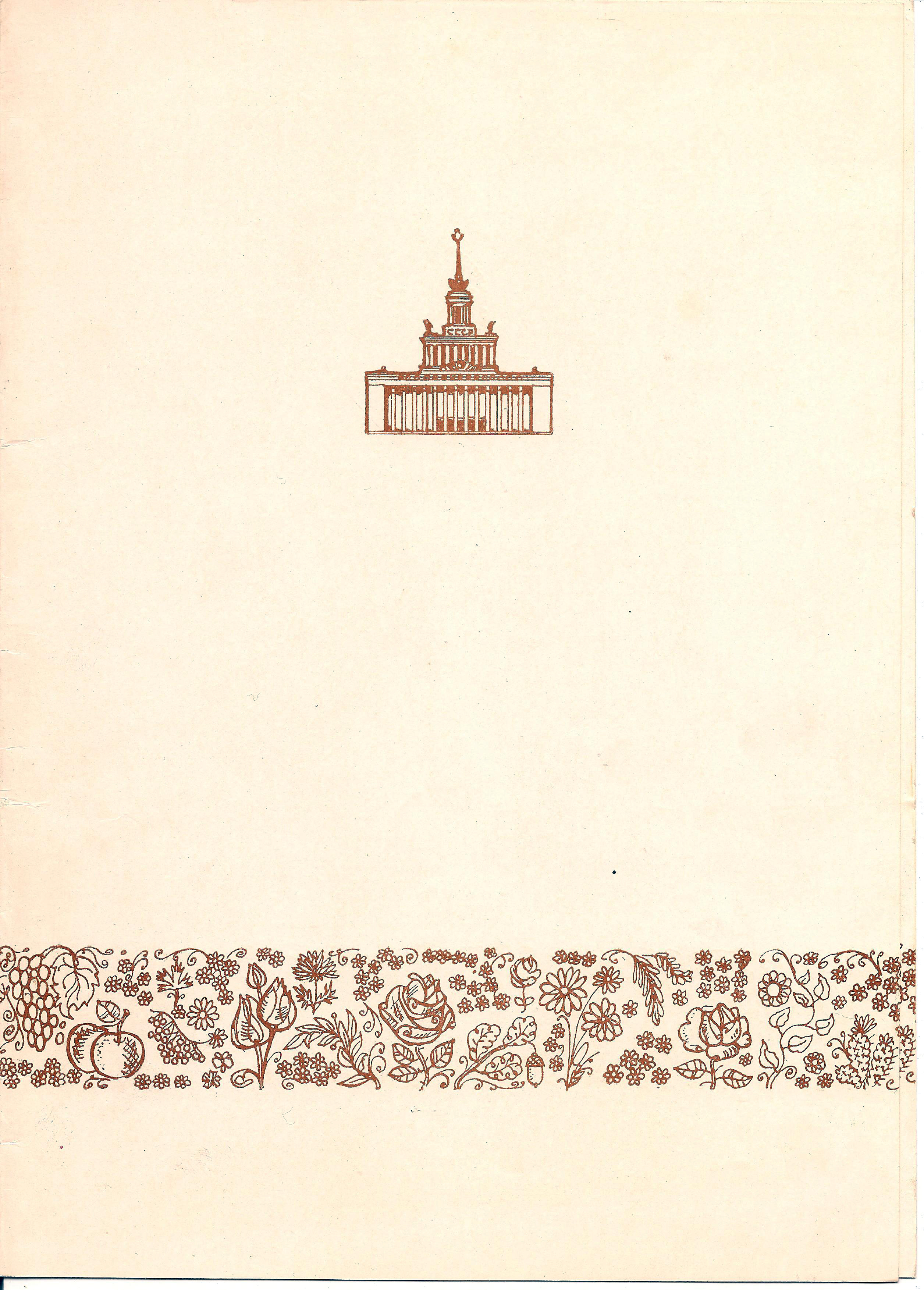
Аттестат второй степени участнику смотра ВДНХ. Обложка. Минималистская эстетика. 1960-е годы.
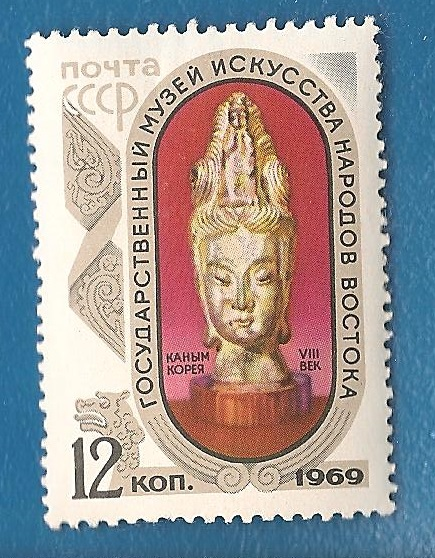
«Каным — богиня добра и милосердия. Корея. VIII век». Почтовая марка номиналом 12 копеек. 1969 г. В соавторстве с В. В. Завьяловым

До 1966 года художник с женой и дочерью жил в Останкино в собственном деревянном доме. Пожар, который вспыхнул в Останкино, уничтожил в 1963 году рисунки Борисова.